# Béla Simon
Béla Simon (ur. 4 sierpnia 1988 w Szolnoku) – węgierski wioślarz.

## Osiągnięcia
- Mistrzostwa Świata Juniorów – Brandenburg 2005 – czwórka bez sternika – 7. miejsce[1].
- Mistrzostwa Świata Juniorów – Amsterdam 2006 – czwórka bez sternika – 12. miejsce[1].
- Mistrzostwa Świata U-23 – Glasgow 2007 – dwójka bez sternika – 5. miejsce[1].
- Mistrzostwa Europy – Poznań 2007 – dwójka bez sternika – 6. miejsce[1].
- Mistrzostwa Europy – Ateny 2008 – dwójka bez sternika – 7. miejsce[1].
- Mistrzostwa Świata U-23 – Račice 2009 – dwójka bez sternika – 2. miejsce[1].
- Mistrzostwa Europy – Brześć 2009 – dwójka bez sternika – 5. miejsce[1].
- Mistrzostwa Europy – Montemor-o-Velho 2010 – dwójka bez sternika – 10. miejsce[1].